# Leila Belialova
Leila Belialova (1957) és una acadèmica de l'Uzbekistan. És professora associada del departament d'ecologia de la Universitat de Samarcanda i també membre del comitè executiu la Societat per la Protecció dels Ocells de l'Uzbekistan (Ozbekistan Qushlarini Muhofaza Qilish Jamiati), que té la missió de protegir l'ecosistema de les muntanyes del seu país, així com les espècies d'ocells i rèptils. En 2018 va quedar tercera en el guardó Dona de l'Any de l'Uzbekistan i també fou inclosa a la llista 100 Women BBC.